# Calaf
Calaf là một đô thị trong comarca Anoia, Catalonia, Tây Ban Nha.

## Các khu vực bên trong
Làng La Pineda dân số (2005): 195, nằm trong Calaf.